# Pauline Frederick
Pauline Frederick (12 de agosto de 1883-19 de septiembre de 1938) fue una actriz teatral y cinematográfica estadounidense, activa en la época del cine mudo.

## Primeros años
Nacida en Boston, Massachusetts, en 1883 (algunas fuentes afirman que nació en 1884 o 1885), su verdadero nombre era Beatrice Pauline Libbey. Hija única de Richard O. y Loretta C. Libbey, su padre era jefe de maniobras del Old Colony Railroad antes de hacerse vendedor. Sus padres se separaron cuando ella era niña, siendo Fredrick criada por su madre, con la que permaneció muy cercana durante el resto de su vida. De niña ya se sentía fascinada por el mundo del espectáculo, decidiendo encaminar sus pasos hacia el teatro, estudiando interpretación, canto y baile en la Miss Blachard's Finishing School de Boston.
Su padre, sin embargo, no aprobaba su ambición de ser actriz, y la alentaba para ser profesora de elocución. Tras iniciar la carrera de actriz, su padre la desheredó (él falleció en 1922), y a causa de todo ello, Pauline adoptó "Frederick" como su nombre artístico. Finalmente, en 1908 se cambió legalmente el nombre, adoptando el de Pauline Frederick.

## Carrera
Frederick debutó en el teatro a los 17 años de edad como corista en la farsa The Rogers Brothers At Harvard, pero fue despedida poco después. Consiguió otros pequeños papeles teatrales antes de ser descubierta por el ilustrador Harrison Fisher, que dijo de ella que era "la más pura belleza americana", y con su ayuda obtuvo papeles de mayor importancia. Apodada "La Chica con Ojos de Topacio ", Fredrick tuvo primeros papeles en obras itinerantes como The Little Gray Lady y The Girl in White en el año 1906. Tras su primer matrimonio en 1909 se retiró brevemente de la actuación, aunque volvió al teatro en enero de 1913 con Joseph and His Brethren.
En aquel momento una bien conocida actriz teatral, Frederick ya superaba los treinta años de edad cuando debutó en el cine en 1915. En marzo de 1927 se ganó algunas de sus mejores críticas cuando actuó en la obra Madame X en Londres. Frederick superó con éxito la transición al cine sonoro en 1929, y fue escogida para encarnar a la madre de Joan Crawford en This Modern Age (1931). Sin embargo, no le gustaba actuar en el cine sonoro, por lo cual volvió al circuito de Broadway en 1932 para actuar en When the Bough Breaks. A lo largo del resto de su carrera continuó alternando las actuaciones cinematográficas con las teatrales, haciendo giras por los Estados Unidos, Europa y Australia.

## Vida personal
La vida personal de Frederick se vio asediada por problemas sentimentales y económicos. A pesar de que habría ganado un millón de dólares por su trabajo en el cine mudo, Frederick se declaró en bancarrota en 1933.
La actriz se casó cinco veces. Su primer matrimonio fue con el arquitecto Frank Mills Andrews, con el que se casó en 1909. Tras la boda, Frederick se retiró de la actuación, pero volvió a la misma tras divorciarse en 1913. Con su segundo marido, el actor y dramaturgo Willard Mack, se casó el 27 de septiembre de 1917. La pareja se divorció en agosto de 1920. Su tercer matrimonio fue con Charles A. Rutherford, un médico con el que se casó en Santa Ana (California) en 1922. Fredrick solicitó el divorcio en diciembre de 1924, teniendo lugar el mismo el 6 de enero de 1925. El cuarto marido de Frederick fue el hotelero Hugh Chisom Leighton, casándose con él el 20 de abril de 1930 en Nueva York. Leighton consiguió la anulación del matrimonio en diciembre de 1930.
Frederick se  casó por quinta y última vez con el coronel del Ejército de los Estados Unidos James A. Marmon en enero de 1934. Permanecieron casados hasta la muerte de Marmon el 4 de diciembre de 1934.

## Muerte
El 17 de enero de 1936 Frederick fue sometida a una intervención quirúrgica abdominal de urgencia. A partir de entonces su salud declinó rápidamente, viéndose limitada en su trabajo. Además, en 1937 sufrió un gran golpe al fallecer su madre.
El 16 de septiembre de 1938 Frederick sufrió un ataque de asma. Mientras se recuperaba en casa de su tía en Beverly Hills, sufrió un nuevo ataque, en este caso fatal. Siguiendo sus deseos se celebró un funeral el 23 de septiembre en Hollywood, tras lo cual fue enterrada en el Cementerio Grand View Memorial Park.
Por su contribución a la industria del cine, a Pauline Frederick se le concedió una estrella en el Paseo de la Fama de Hollywood, en el 7000 de Hollywood Boulevard.

## Filmografía completa

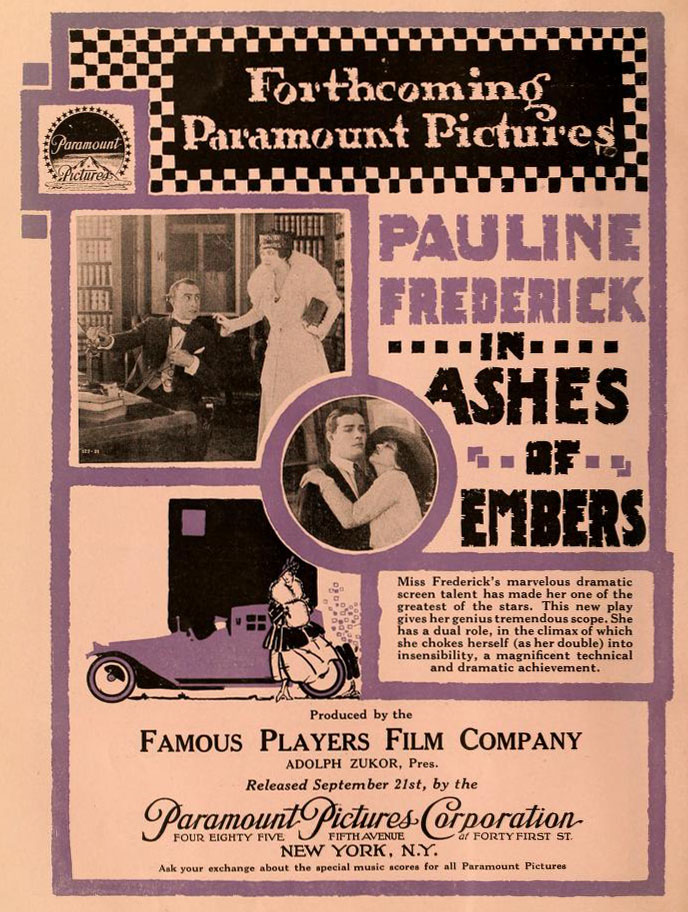
Ashes of Embers (1916)

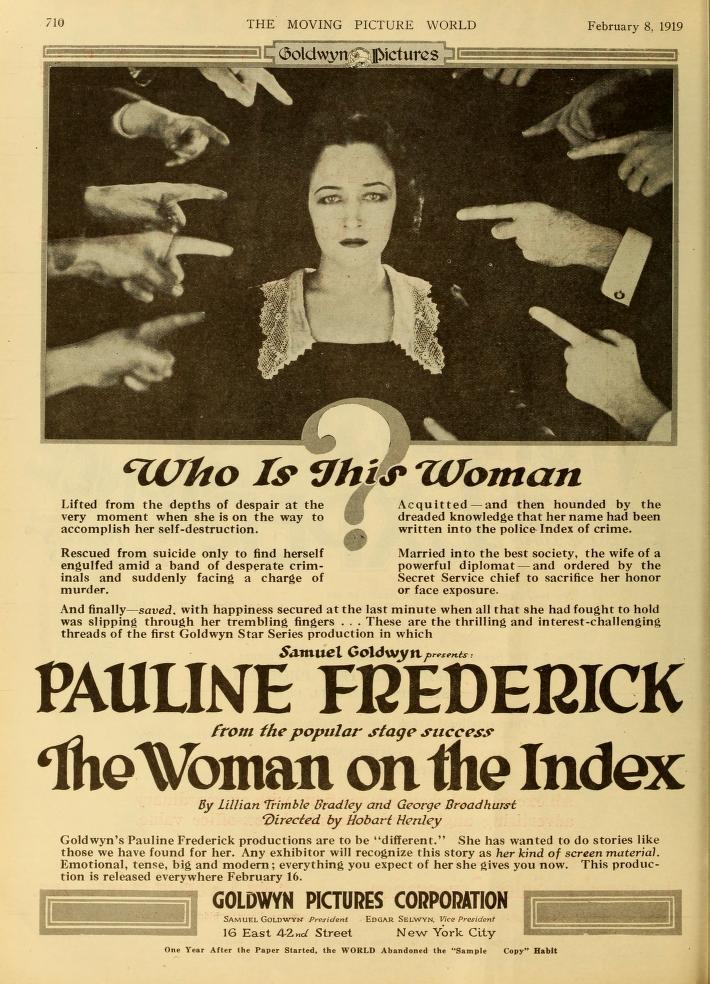
The Woman on the Index (1919)

- The Eternal City, de Hugh Ford y Edwin S. Porter (1915)
- Sold, de Hugh Ford y Edwin S. Porter (1915)
- Zaza, de Hugh Ford y Edwin S. Porter (1915)
- Bella Donna, de Hugh Ford y Edwin S. Porter (1915)
- Lydia Gilmore, de Hugh Ford y Edwin S. Porter (1915)
- The Spider, de Robert G. Vignola (1916)
- Audrey, de Robert G. Vignola (1916)
- The Moment Before, de Robert G. Vignola (1916)
- The World's Great Snare, de Joseph Kaufman (1916)
- The Woman in the Case, de Hugh Ford (1916)
- Ashes of Embers, de Edward José y Joseph Kaufman (1916)
- Nanette of the Wilds, de Joseph Kaufman (1916)
- The Slave Island (1916)
- The Slave Market, de Hugh Ford (1917)
- Sapho, de Hugh Ford (1917)
- Sleeping Fires, de Hugh Ford (1917)
- Her Better Self, de Robert G. Vignola (1917)
- The Love That Lives, de Robert G. Vignola (1917)
- Double Crossed, de Robert G. Vignola (1917)
- The Hungry Heart, de Robert G. Vignola (1917)
- Mrs. Dane's Defense, de Hugh Ford (1918)
- Madame Jealousy, de Robert G. Vignola (1918)
- La Tosca, de Edward José (1918)
- Resurrection, de Edward José (1918)
- Her Final Reckoning, de Emile Chautard (1918)
- Fedora, de Edward José (1918)
- Stake Uncle Sam to Play Your Hand (1918)
- A Daughter of the Old South, de Emile Chautard (1918)
- Out of the Shadow, de Emile Chautard (1919)
- The Woman on the Index, de Hobart Henley (1919)
- Paid in Full, de Emile Chautard (1919)
- One Week of Life, de Hobart Henley (1919)
- The Fear Woman, de J.A. Barry (1919)
- The Peace of Roaring River, de Hobart Henley y Victor Schertzinger (1919)
- Bonds of Love, de Reginald Barker (1919)
- The Loves of Letty, de Frank Lloyd (1919)
- The Paliser Case, de William Parke (1920)
- The Woman in Room 13, de Frank Lloyd (1920)
- Madame X, de Frank Lloyd (1920)
- A Slave of Vanity, de Henry Otto (1920)
- The Mistress of Shenstone, de Henry King (1921)
- Roads of Destiny, de Frank Lloyd (1921)
- Salvage, de Henry King (1921)
- The Sting of the Lash, de Henry King (1921)
- The Lure of Jade, de Colin Campbell (1921)
- The Woman Breed (1922)
- Two Kinds of Women, de Colin Campbell (1922)
- The Glory of Clementina, de Emile Chautard (1922)
- Let Not Man Put Asunder, de J. Stuart Blackton (1924)
- Married Flirts, de Robert G. Vignola (1924)
- Three Women, de Ernst Lubitsch (1924)
- Smouldering Fires, de Clarence Brown (1925)
- Her Honor, the Governor, de Chester Withey (1926)
- Devil's Island, de Frank O'Connor (1926)
- Josselyn's Wife, de Richard Thorpe (1926)
- Mumsie, de Herbert Wilcox (1927)
- The Nest, de William Nigh (1927)
- On Trial, de Archie Mayo (1928)
- Evidence, de John G. Adolfi (1929)
- The Sacred Flame, de Archie Mayo (1929)
- Terra Melophon Magazin Nr. 1, de Rudolf Biebrach (1930)
- This Modern Age, de Nick Grinde (1931)
- Wayward, de Edward Sloman (1932)
- The Phantom of Crestwood, de J. Walter Ruben (1932)
- Self Defense, de Phil Rosen (1932)
- Social Register, de Marshall Neilan (1934)
- My Marriage, de George Archainbaud (1936)
- Ramona, de Henry King (1936)
- Thank You, Mr. Moto, de Norman Foster (1937)

## Teatro
- The Rogers Brothers in Harvard (1902)
- A Princess of Kensington (1903)
- It Happened in Nordland (1904)
- When Knights Were Bold (1907)
- Twenty Days in the Shade (1908)
- Toddles (1908)
- Samson (1908)
- The Dollar Mark (1909)
- The Fourth Estate (1909)
- The Paper Chase (1912)
- Joseph and His Brethren (1913)
- Innocent (1914)
- The Guilty One (1923)
- When the Bough Breaks (1932)
- Housewarming (1932)
- Her Majesty the Widow (1934)
- The Masque of Kings (1936)